# Todesmärsche 1945 in Niederbayern
Bei den Todesmärschen 1945 in Niederbayern handelt es sich um die Todesmärsche von KZ-Häftlingen des KZ Flossenbürg in der Endphase des Zweiten Weltkrieges.

## Judenfriedhof Oberlindhart
Zwischen Oberlindhart und Pfaffenberg wurde am 30. Mai 1946 vom bayerischen Landesentschädigungsamt ein Mahnmal zum Gedenken an 67 im Altlandkreis Mallersdorf ermordete Juden errichtet. Im Mittelpunkt des Mahnmals steht ein großer Gedenkstein mit der Aufschrift „Zum Ewigen Gedächtnis für alle Zeiten. Hier ruhen 67 von 6 Millionen jüdischen Opfern, die durch Nazi Grausamkeit zu Tode gemartert wurden, als sie im Jahre 1945 aus dem Lager Buchenwald geführt wurden.“
Um den Gedenkstein herum liegen die ehemaligen Gräber der 67 getöteten Juden, die mittlerweile umgebettet wurden, sie sind mit Davidsternen gekennzeichnet.

## Grafentraubach, Graßlfing
Ende April 1945 fand ein Todesmarsch von Buchenwald bei Weimar nach Dachau mit ca. 100–150 Gefangenen statt, welcher auf dem Weg durch die beiden Orte Obergraßlfing und Grafentraubach führte. Die örtliche Bevölkerung war hilfsbereit gegenüber den schwachen und ausgemergelten Gefangenen, soweit die SS-Wachmannschaften nicht eingeschritten sind.
Auf dem Weg zwischen Obergraßlfing und Grafentraubach wurden 21 Gefangene erschossen. Die Leichen wurden an Ort und Stelle begraben und später in den Gemeindefriedhof Allkofen und letztendlich im Ehrenfriedhof Steinrain überführt.

## Haselbach
Der Todesmarsch in Haselbach zog von Dietersdorf über Edt in die Ortsmitte Haselbach, danach über Rogendorf weiter nach Mitterfels. Laut Augenzeugen waren es ca. 500 Häftlinge, die von der SS durch das Dorf getrieben wurden. Im gesamten Gemeindegebiet wurden 28 Häftlinge ums Leben gebracht. 6 von ihnen wurden im Wald bei Rogendorf erschossen, da sie das Tempo nicht mehr mithalten konnten. Die restlichen 22 waren auf der Strecke ermordet worden. Als die Amerikaner eintrafen, ordneten sie an, die Toten an Ort und Stelle einzugraben. Am 15. Juli 1945 wurden die Opfer dann exhumiert und bei einer Trauerfeier am alten Friedhof in Haselbach begraben. Im November 1958 wurden die noch vorhandenen Überreste der Opfer in den KZ-Friedhof nach Flossenbürg umgebettet.

## Stallwang/Rattiszell

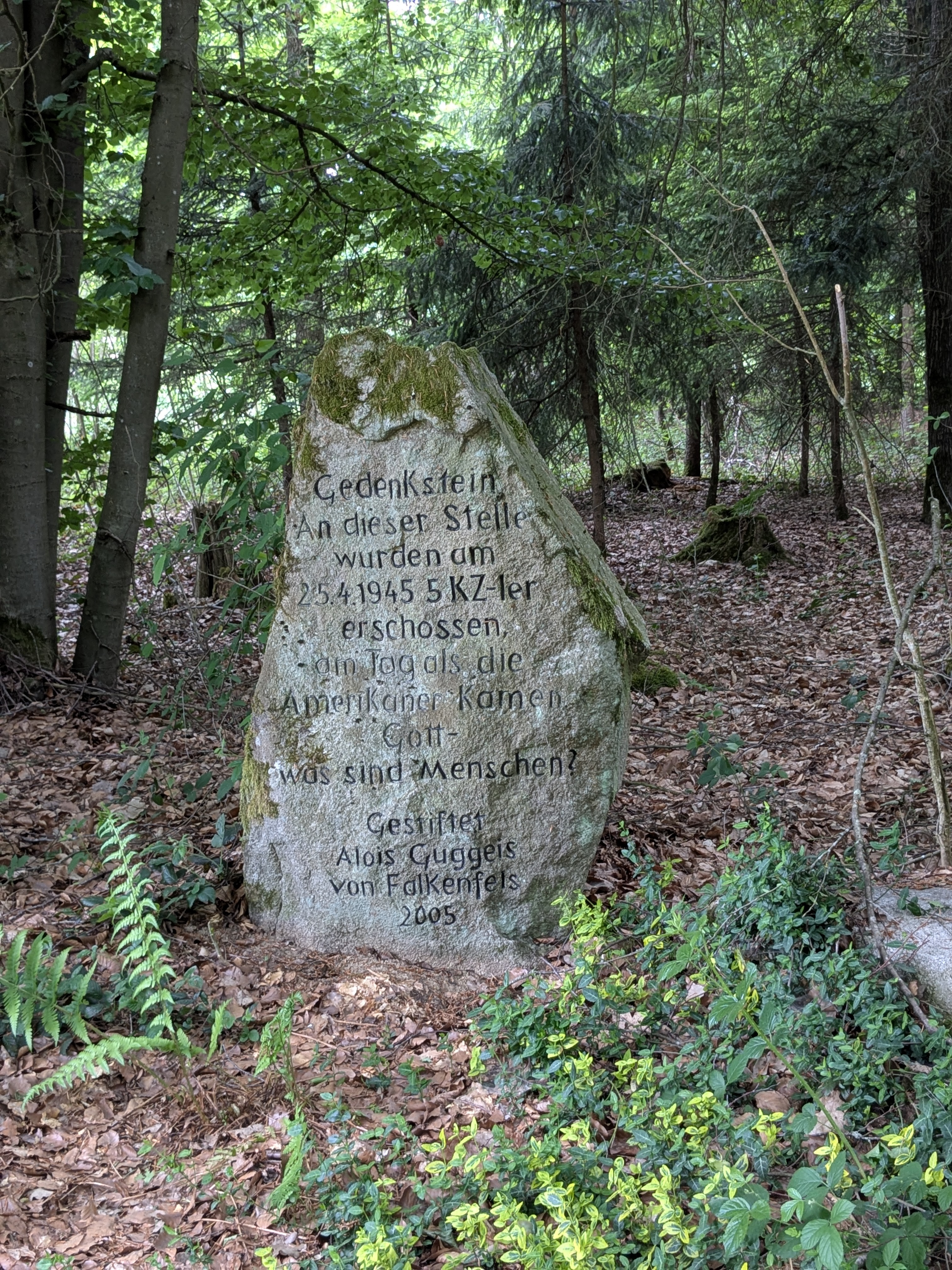
Gedenkstein zu den fünf Toten des Todesmarschs aus Richtung Haunkenzell, gestiftet von einem Augenzeugen.

Am 23. April 1945 durchquerten etwa 3.000 Häftlinge Stallwang. Insgesamt kamen 24 Gefangene ums Leben, die über das ganze Dorf verteilt waren. Die Dorfbewohner bestatteten die Leichen notdürftig. Von den Amerikanern wurden sie später aufgefordert, die Leichen wieder auszugraben und sie würdig auf dem Friedhof zu bestatten. Der Todesmarsch ging jedoch nicht über Mitterfels weiter, sondern direkt nach Straubing. Ebenfalls am 23. April 1945 durchquerte der Zug auch Rattiszell. Hier wurden insgesamt 34 Tote verzeichnet: 21 Tote auf dem Todesmarsch über Straubing und 13 auf dem Marsch über Mitterfels/Bogen. Ein Marsch kam auch von Haunkenzell her, wo genau am Ort des Gedenksteins fünf Tote aufgefunden wurden. Weitere 19 lagen in der Nähe des Steins.

## Mitterfels
Am 25. April 1945 wurden vormittags etwa 400 Häftlinge aus dem KZ Flossenbürg, deren Ziel wahrscheinlich Dachau war, durch Scheibelsgrub getrieben. 18 von ihnen wurden im ungefähr ein Kilometer entfernten Wald erschossen, weil sie das Tempo nicht mehr mithalten konnten. Im Gemeindegebiet gab es bei diesem Todesmarsch insgesamt 24 Tote, die am 17. Mai 1945 im Friedhof in Mitterfels feierlich beigesetzt wurden, nachdem sie vorher nur notdürftig „verscharrt“ wurden. Am 4. November 1958 wurden die Leichen exhumiert.

## Ascha
Der Todesmarsch von Flossenbürg führte die Häftlinge durch Ascha. Hier wurde 7 Häftlingen das Leben genommen. Im November 2005 wurde ein Gedenkstein errichtet, der an die Not der Häftlinge erinnert.

## Wolferszell
In Wolferszell berichtet Maria Foidl in einem Bericht der AK Heimatgeschichte Mitterfels über den Todesmarsch. Sie spricht über die Gefangenen, die teilweise barfuß unterwegs waren und so viel Hunger hatten, dass sie sogar Gras gegessen haben. In der Ortschaft wurde direkt vor den Einwohnern ein Gefangener getötet. Laut Bericht gab es in Wolferszell zwei Opfer.

## Steinach
Im April 1945 wurden während des Todesmarsches durch Steinach 29 KZ-Häftlinge durch SS-Soldaten erschossen. Die meisten wurden durch Genickschüsse getötet, da sie wegen der Erschöpfung nicht mehr weiter gehen konnten.

## Mötzing
Am 24. April 1945 erreichte der Todesmarsch Mötzing. Der Zug kam von Roding über Michelskirchen, Rettenbach und Wörth, überquerte bei Aholfing die Donau mit einer Fähre und marschierte weiter über Haimbuch nach Mötzing. Das eigentliche Ziel des von Flossenbürg ausgehenden Marsches war Dachau, doch in Ergoldsbach wurde der Menschenzug von den Amerikanern befreit. Laut Angaben des Archivs Flossenbürg marschierten ca. 500 Häftlinge durch Mötzing, Augenzeugen berichten von 100 – 200 Häftlingen. Aufgrund einer täglichen Strecke von ca. 40 km, miserablen Versorgungszuständen und ständigen Gewalttaten durch die SS-Soldaten waren die Häftlinge in einem sehr schlechten physischen und psychischen Zustand. Häftlinge, die nicht mehr fähig waren, weiterzugehen, wurden von den Soldaten hingerichtet.  
Auf dem Streckenabschnitt zwischen der Donauüberquerung und Aholfing wurden neun Häftlinge ermordet und nur leicht mit Geäst bedeckt am Straßenrand liegen gelassen. Die Bewohner Aholfings begruben die Leichen auf dem Friedhof, später wurden sie nach Flossenbürg umgebettet.
Jegliche Versorgungsversuche der Einheimischen gegenüber den Häftlingen wurden von den SS-Soldaten unterbunden. Bereitgestellte Eimer mit Wasser und Nahrungsmitteln wurden von den Soldaten umgestoßen und die hilfswilligen Bewohner durch Gewaltandrohung eingeschüchtert. In Mötzing übernachtete der Häftlingszug in einem freistehenden Stadel. In der Nacht gelang es dem Bauern, die Häftlinge heimlich mit Brot zu versorgen.
Am 25. April 1945 brach der Zug weiter auf Richtung Sünching. Am Dorfausgang nahe der Laaber wurden weitere Häftlinge ermordet. Seit der Übersetzung der Donau wurden mindestens 21 Menschen ermordet.
Trotz der Bemühungen der SS-Soldaten, niemanden entkommen zu lassen, schafften dies drei Häftlinge. Sie versteckten sich im Stroh und wurden bei der Durchsuchung des Stadels von den Soldaten übersehen, die es schon eilig hatten, denn die Amerikaner waren nicht mehr weit entfernt. Die Mötzinger Bewohner kümmerten sich um die Entkommenen, gewährten Unterschlupf und medizinische Versorgung. Als die Amerikaner im Dorf ankamen, schätzten sie den Einsatz um die Entflohenen und es herrschte eine sehr friedvolle Stimmung.

## Niederlindhart
Am 27. oder 28. April 1945 durchzogen ca. 50 Häftlinge aus Richtung Mallersdorf Niederlindhart.  
Pro Transport waren es ca. fünf Wachmänner. Ein Häftling wurde noch im Dorf von dem Wachpersonal zu Tode geschlagen und erschossen. Zwei Tage später wurde er vergraben.  
Außerdem versuchten zwei Häftlinge die Flucht, nachdem die nahe Eisenbahnbrücke gesprengt wurde, wobei beide zunächst gefasst werden konnten, jedoch gelang einem erneut die Flucht. Der andere wurde hingerichtet.

## Haunkenzell
Am 24. April 1945 zog ein „endloser Zug“ durch die Gemeinde Haunkenzell. Die Gefangenen nahmen halb verrottete Rüben, die sie auf einem Hof gefunden haben. Beim Verlassen des Menschenzugs aus Haunkenzell wurden in der Umgebung 12 erschossene Häftlinge gefunden. Davon 8 bei Wäscherrzell, am Weg nach Olsgramm 12, an der Eiermühle 3, in Euersdorf 3 und in Ederzell 7.

## Straßkirchen
Am Abend des 27. April 1945 durchzogen ca. 50 Gefangene das Dorf Straßkirchen. Später folgten weitere Transporte. Zwei Gefangene versuchten die Flucht, wurden aber gefangen und hingerichtet.